# Donghu
De Donghu (vereenvoudigd Chinees: 东胡; traditioneel Chinees: 東胡; Hanyu pinyin: Dōnghú; Wade-Giles: Tung-hu; IPA: [tʊ́ŋ.xǔ]; letterlijk: "oostelijke buitenlanders" of "oostelijke barbaren") of Hu (Chinees: 胡 ; pinyin: Hú; Wade-Giles: Hu; IPA: [xǔ]) was een stamverband van nomadische volkeren die voor het eerst werden vermeld in de 7e eeuw v.Chr. 
De Donghu woonden in het noorden van Hebei, het zuidoosten van Binnen-Mongolië en de westelijke delen van Liaoning, Jilin en Heilongjiang, langs het Yanshan-gebergte en de Grote Hinggan.
Ze werden in 150 v.Chr. vernietigd door de Xiongnu, waarna ze zich deelden in de Wuhuan in de Yanshan, en de Xianbei in de Grote Hinggan. De Wuhuan waren de voorouders van de Kumo Xi, terwijl de Xianbei voorouders waren van de Kitan. Een ander volk dat van de Dong afstamde was de Rouran.

## Naam
De naam Dōnghú, "Oostelijke Barbaren", staat in tegenstelling tot Xirong, "Westelijke Barbaren" en Wǔ Hú, "Vijf Barbaren", de vijf noordelijke nomadische stammen die de Westelijke Jin-dynastie omverwierpen.
In 307 v.Chr. werden de Donghu genoemd als een niet-Chinese stam die buren van de Zhao waren en bekwame boogschutters te paard.
De traditionele uitleg is dat de Donghu oorspronkelijk ten oosten van de Xiongnu, een van de Vijf Barbaren, woonden. Sommige moderne wetenschappers verklaren de naam als een Chinese transcriptie van een endoniem, dat niet noodzakelijkerwijs "Oostelijke Barbaren" betekende.

## Geschiedenis
Onder de noordelijke volkeren ontwikkelden de Donghu als eersten een technologie om brons te bewerken en hogere beschaving. Ze worden geassocieerd met de Late Xiajiadiancultuur, gekenmerkt door het beoefenen van landbouw en veehouderij aangevuld met handwerk en bronzen voorwerpen. Door hun gebruik van cavalerie en bronzen wapens in oorlogvoering domineerden ze over de Xiongnu in hun westen.
In de Shiji staat een -sectie over de geschiedenis van de Xiongnu worden de Donghu voor het eerst tijdens het tijdperk van hertog Wen van Jin (r. 697-628 v.Chr.) en hertog Mu van Qin (r. ca. 659–621 v.Chr.). De Donghu overvielen in de 4e en 3e eeuw v.Chr. zowel Zhao als Yan vermeld.
In 307 v.Chr. voerde koning Wuling van Zhao (geb. 356 v.Chr., r. 325-299 v.Chr.) een militaire hervorming door, zich aanpassend aan de Donghu ruiter-boogschutters, die hem eerder tijdens zijn bewind herhaaldelijk lastig lastig hadden gevallen. 
In 300 v.Chr. versloeg Qin Kai, een in gijzeling genomen generaal van de Yan, de Donghu nadat hij hun gevechtstactieken had geleerd. In 273 v.Chr. versloegen de Zhao de Donghu. In 265 v.Chr. versloeg Li Mu van Zhao de Donghu, na het tegenhouden van een grote inval van de Xiongnu.
Ten tijde van  de heerschappij van de Xiongnu-chanyu Touman (c. 220 - 209 v.Chr.)  waren de Donghu en de Yuezhi zeer krachtig. Toen de Xiongnu-kroonprins Mao Dun zijn vader Dou Man (in 209 v.Chr.) vermoordde en de titel van chanyu nam, begonnen de Donghu tribuut van de Xiongnu te vragen. Mao Dun gaf toe, maar nog niet tevreden hiermee vroegen ze om enige van de Xiongnu-gebieden. Hierop viel Mao Dun hen aan. Hij versloeg de Donghu, vermoordde hun heerser, nam zijn onderdanen gevangen en stal hun vee. Daarna keerde hij zich naar het westen, viel de Yuezhi aan en versloeg hen ca. 177 v.Chr. Dit veroorzaakte het uiteenvallen van de Donghu-federatie. 
Hierna verhuisden de Wuhuan (Zuidelijke Donghu) naar de Wuhuan-berg en voerden voortdurend oorlog met de Xiongnu in het westen en China in het zuiden. Afgemat van de lange veldslagen, spaarden de Xianbei hun krachten door naar de Xianbei-berg in het noorden te gaan. Toen  Lu Wan, een vazalkoning van de Han, in 195 v.Chr. overliep naar de Xiongnu, werd hij door de Xiongnu als "koning van de Donghu" aangesteld. Dit koninkrijk Donghu duurde tot 144 v.Chr., toen Lu Wan's kleinzoon Lu Tazhi terugkeerde naar de Han. De Wuhuan, als inwoners van het leenkoninkrijk, gingen tot 121 v.Chr. verder als vazallen van de Xiongnu. De naam Donghu werd na verloop van tijd niet meer gebruikt. 
In de 1e eeuw versloegen de Xianbei (Noordelijke Donghu) de Wuhuan en de Noordelijke Xiongnu, en ontwikkelden zich tot een krachtige staat onder leiding van Tanshihuai.